# Benoît Faure
Benoît Faure (Saint-Marcellin, Loire, 11 de janeiro de 1899 - Montbrison, 16 de junho de 1980) é um ciclista francês. Era conhecido entre os ciclistas como o sorriso.
Foi profissional entre 1925 e 1951, conseguindo uma quadragésima de vitórias, entre as quais destaca uma vitória de etapa ao Tour de France de 1929.

## Palmarés
1928
- 4 etapas do Tour do Sudeste

1929
- 1 etapa do Tour de France

1932
- Paris-Caem
- 3º no Campeonato da França em Estrada

1934
- Tour de Corrèze

1935
- Volta à Suíça, mais 2 etapas

1937
- Paris-Angers

1941
- Critèrium nacional

1943
- 2º no Campeonato da França em Estrada

## Resultados nas grandes voltas
| Carreira           | 1926 | 1927 | 1928 | 1929 | 1930 | 1931 | 1932 | 1933 | 1934 | 1935 | 1936 | 1937 | 1938 | 1939 | 1940 | 1941 | 1942 | 1943 | 1944 | 1945 | 1946 | 1947 | 1948 | 1949 | 1950 | 1951 |
| ------------------ | ---- | ---- | ---- | ---- | ---- | ---- | ---- | ---- | ---- | ---- | ---- | ---- | ---- | ---- | ---- | ---- | ---- | ---- | ---- | ---- | ---- | ---- | ---- | ---- | ---- | ---- |
| Giro d'Italia      | -    | -    | -    | -    | -    | -    | -    | -    | -    | -    | -    | -    | -    | -    | -    | -    | -    | -    | -    | -    | -    | -    | -    | -    | -    | -    |
| Tour de France     | 23º  | -    | -    | 15º  | 8º   | 13º  | 12º  | Ab.  | -    | 12º  | -    | -    | -    | -    | -    | -    | -    | -    | -    | -    | -    | -    | -    | -    | -    | -    |
| Volta a Espanha    | -    | -    | -    | -    | -    | -    | -    | -    | -    | -    | -    | -    | -    | -    | -    | -    | -    | -    | -    | -    | -    | -    | -    | -    | -    | -    |
| Mundial em Estrada | -    | -    | -    | -    | -    | -    | -    | -    | -    | -    | -    | -    | -    | -    | -    | -    | -    | -    | -    | -    | -    | -    | -    | -    | -    | -    |

-: não participa

Ab.: abandono